# Lista de singles número um na UK R&B Chart em 2010

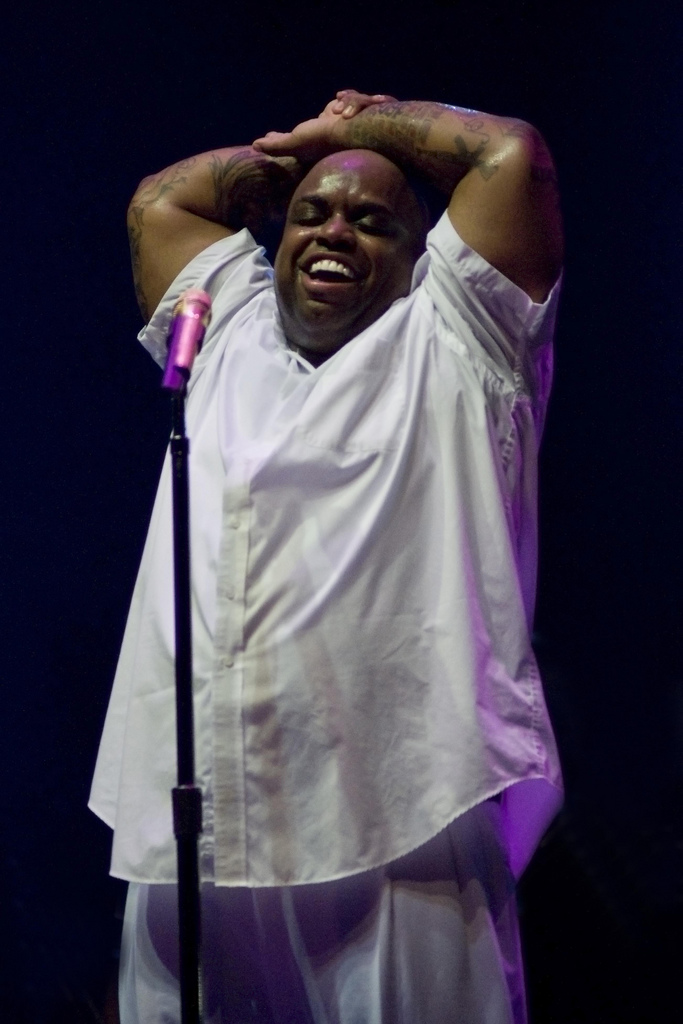
Iyaz e Cee Lo Green (foto) foram os artistas com mais semanas na liderança da tabela musical, com seis para cada.

Este anexo lista os singles número um na R&B Singles Chart em 2011. A tabela musical classifica o desempenho de canções de género R&B no Reino Unido. É anunciada todos os domingos através da rádio BBC Radio 1, os dados são recolhidos pela The Official Charts Company, baseados nas vendas semanais físicas e digitais do género.
Em 2010, vinte e cinco artistas que alcançaram a liderança da tabela. Iyaz, Cee Lo Green e Tinie Tempah foram os artistas com mais semanas no topo, seis no total para cada. O single mais vendido de R&B, que nunca chegou à primeira posição da UK Singles Chart, é "Love the Way You Lie" por Eminem e Rihanna com 834 mil cópias vendidas no país. O artista que mais vendeu no total do género foi a cantora Rihanna com 1.380,200 mil cópias totais dos seus quatro singles "Rude Boy", "Love the Way You Lie", "Only Girl (In the World)" e "What's My Name?".
A banda Black Eyed Peas com "Meet Me Halfway" foi o primeiro número um do ano por duas semanas consecutivas. "Forget You" e "Replay" foram as canções com maior permanência na liderança da tabela, com seis semanas consecutivas cada. "OMG" de Usher e Will.i.am seguiram-se com cinco semanas consecutivas, e "Pass Out" juntamente com "Frisky" e "Written in the Stars" deram as seis semanas não-consecutivas de topo a Tinie Tempah.
Outros destaques de 2010 nas publicações da Official Charts Company incluem Tinie Tempah e Rihanna com três singles cosecutivos no género a alcançar a primeira posição na tabela,e ainda o facto de quinze canções entrarem directamente para a liderança este ano.

## Histórico

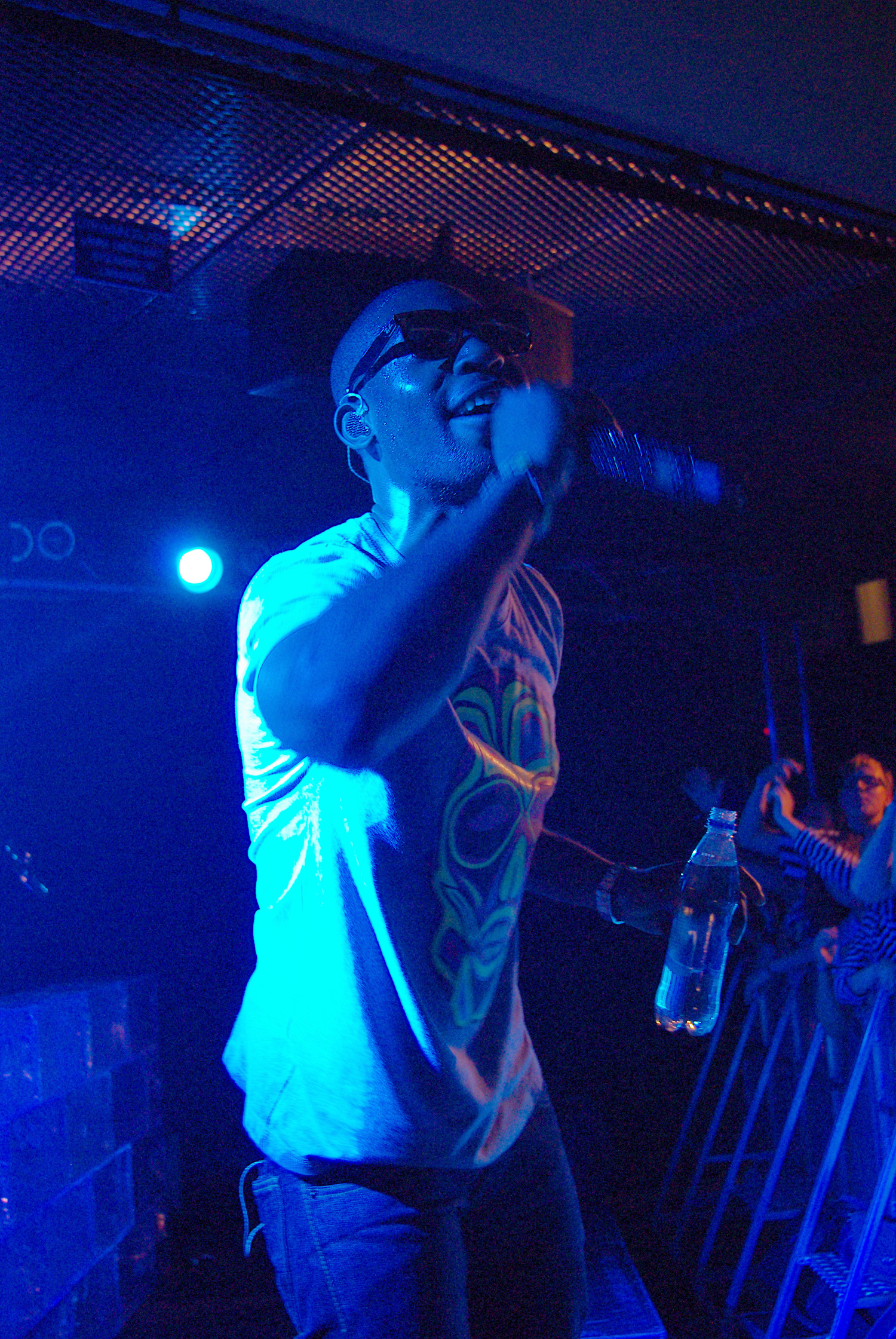
Tinie Tempah foi um dos primeiros artistas a colocar três singles seguidos na primeira posição.

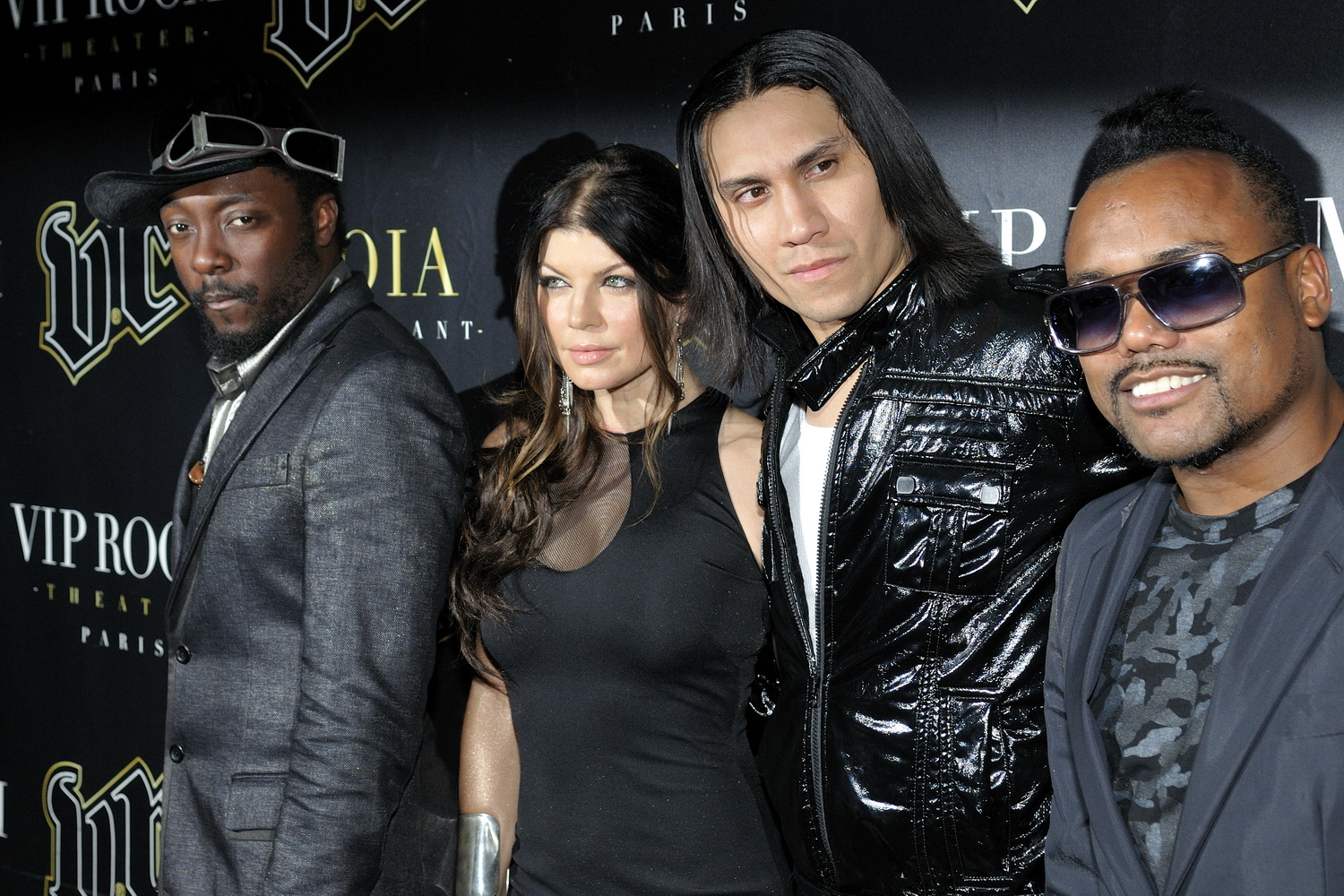
"Meet Me Halfway" da banda Black Eyed Peas foi a primeira canção a chegar ao topo no ano de 2010, permanecendo duas semanas consecutivas.

| Data             | Canção                              | Artista(s)                          | Melhor posição na UK Singles Chart | Referência(s) |
| ---------------- | ----------------------------------- | ----------------------------------- | ---------------------------------- | ------------- |
| 2 de Janeiro     | "Meet Me Halfway"                   | Black Eyed Peas                     | 1                                  | [ 2 ]         |
| 9 de Janeiro     | "Meet Me Halfway"                   | Black Eyed Peas                     | 1                                  | [ 3 ]         |
| 16 de Janeiro(2) | "Replay"(1)                         | Iyaz                                | 1                                  | [ 4 ]         |
| 23 de Janeiro(2) | "Replay"(1)                         | Iyaz                                | 1                                  | [ 5 ]         |
| 30 de Janeiro    | "Replay"(1)                         | Iyaz                                | 1                                  | [ 6 ]         |
| 6 de Fevereiro   | "Replay"(1)                         | Iyaz                                | 1                                  | [ 7 ]         |
| 13 de Fevereiro  | "Replay"(1)                         | Iyaz                                | 1                                  | [ 8 ]         |
| 20 de Fevereiro  | "Replay"(1)                         | Iyaz                                | 1                                  | [ 9 ]         |
| 27 de Fevereiro  | "Rude Boy"                          | Rihanna                             | 2                                  | [ 10 ]        |
| 6 de Março(2)    | "In My Head"(1)                     | Jason Derülo                        | 1                                  | [ 11 ]        |
| 13 de Março(2)   | "Pass Out"(1)                       | Tinie Tempah                        | 1                                  | [ 12 ]        |
| 20 de Março(2)   | "Pass Out"(1)                       | Tinie Tempah                        | 1                                  | [ 13 ]        |
| 27 de Março      | "Pass Out"(1)                       | Tinie Tempah                        | 1                                  | [ 14 ]        |
| 3 de Abril       | "Pass Out"(1)                       | Tinie Tempah                        | 1                                  | [ 15 ]        |
| 10 de Abril      | "She Said"                          | Plan B                              | 3                                  | [ 16 ]        |
| 17 de Abril      | "OMG"(1)                            | Usher com Will.i.am                 | 1                                  | [ 17 ]        |
| 24 de Abril(2)   | "OMG"(1)                            | Usher com Will.i.am                 | 1                                  | [ 18 ]        |
| 1 de Maio        | "OMG"(1)                            | Usher com Will.i.am                 | 1                                  | [ 19 ]        |
| 8 de Maio        | "OMG"(1)                            | Usher com Will.i.am                 | 1                                  | [ 20 ]        |
| 15 de Maio       | "OMG"(1)                            | Usher com Will.i.am                 | 1                                  | [ 21 ]        |
| 22 de Maio       | "Ridin' Solo"                       | Jason Derülo                        | 2                                  | [ 22 ]        |
| 29 de Maio(2)    | "Nothin' on You"(1)                 | B.o.B. com Bruno Mars               | 1                                  | [ 23 ]        |
| 5 de Junho(2)    | "Dirtee Disco"(1)                   | Dizzee Rascal                       | 1                                  | [ 24 ]        |
| 12 de Junho(2)   | "Nothin' on You"(1)                 | B.o.B. com Bruno Mars               | 1                                  | [ 25 ]        |
| 19 de Junho      | "Frisky"                            | Tinie Tempah com Labrinth           | 2                                  | [ 26 ]        |
| 26 de Junho      | "Wavin' Flag (The Celebration Mix)" | K'naan                              | 2                                  | [ 27 ]        |
| 3 de Julho       | "Wavin' Flag (The Celebration Mix)" | K'naan                              | 2                                  | [ 28 ]        |
| 10 de Julho      | "Airplanes"(1)                      | B.o.B com Hayley Williams           | 1                                  | [ 29 ]        |
| 17 de Julho      | "The Club Is Alive"                 | JLS                                 | 1                                  | [ 30 ]        |
| 24 de Julho(2)   | "Airplanes"(1)                      | B.o.B com Hayley Williams           | 1                                  | [ 31 ]        |
| 31 de Julho      | "Love the Way You Lie"              | Eminem com Rihanna                  | 2                                  | [ 32 ]        |
| 7 de Agosto      | "Billionaire"                       | Travie McCoy com Bruno Mars         | 2                                  | [ 33 ]        |
| 14 de Agosto     | "Beautiful Monster"                 | Ne-Yo                               | 2                                  | [ 34 ]        |
| 21 de Agosto     | "Love the Way You Lie"              | Eminem com Rihanna                  | 2                                  | [ 35 ]        |
| 28 de Agosto(2)  | "Green Light"(1)                    | Roll Deep                           | 1                                  | [ 36 ]        |
| 4 de Setembro(2) | "Dynamite"(1)                       | Taio Cruz                           | 1                                  | [ 37 ]        |
| 11 de Setembro   | "Dynamite"(1)                       | Taio Cruz                           | 1                                  | [ 38 ]        |
| 18 de Setembro   | "Dynamite"(1)                       | Taio Cruz                           | 1                                  | [ 39 ]        |
| 25 de Setembro   | "Dynamite"(1)                       | Taio Cruz                           | 1                                  | [ 40 ]        |
| 2 de Outubro     | "Dynamite"(1)                       | Taio Cruz                           | 1                                  | [ 41 ]        |
| 9 de Outubro(2)  | "Written in the Stars"(1)           | Tinie Tempah                        | 1                                  | [ 42 ]        |
| 16 de Outubro(2) | "Forget You"(1)                     | Cee-Lo Green                        | 1                                  | [ 43 ]        |
| 23 de Outubro(2) | "Forget You"(1)                     | Cee-Lo Green                        | 1                                  | [ 44 ]        |
| 30 de Outubro    | "Forget You"(1)                     | Cee-Lo Green                        | 1                                  | [ 45 ]        |
| 6 de Novembro    | "Forget You"(1)                     | Cee-Lo Green                        | 1                                  | [ 46 ]        |
| 13 de Novembro   | "Forget You"(1)                     | Cee-Lo Green                        | 1                                  | [ 47 ]        |
| 20 de Novembro   | "Forget You"(1)                     | Cee-Lo Green                        | 1                                  | [ 48 ]        |
| 27 de Novembro   | "Like a G6"                         | Far East Movement com Catarcs & Dev | 5                                  | [ 43 ]        |
| 4 de Dezembro    | "Like a G6"                         | Far East Movement com Catarcs & Dev | 5                                  | [ 49 ]        |
| 11 de Dezembro   | "Like a G6"                         | Far East Movement com Catarcs & Dev | 5                                  | [ 50 ]        |
| 18 de Dezembro   | "Whip My Hair"                      | Willow Smith                        | 2                                  | [ 51 ]        |
| 25 de Dezembro   | "What's My Name?"                   | Rihanna com Drake                   | 1                                  | [ 52 ]        |

Notas
- Nota 1:  Também alcançou a primeira posição na UK Singles Chart (no presente ano).
- Nota 2:  Foi simultaneamente número um na UK Singles Chart.

## Estatísticas de fim-de-ano
- Single número um de R&B mais vendido: "Love the Way You Lie" por Eminem e Rihanna - 834 mil.[1]
- Artista de R&B que mais vendeu: Rihanna - 1.380,200 mil.[1]
- Single(s) com mais semanas na liderança: "Replay" por Iyaz e "Forget You" por Cee Lo Green - 6 semanas no total para cada.
- Artista(s) com mais semanas na liderança: Iyaz, Cee Lo Green e Tinie Tempah - 6 semanas cada.